# Dunaremete, Győr-Moson-Sopron
Dunaremete  este un sat în districtul Mosonmagyaróvár, județul Győr-Moson-Sopron, Ungaria, având o populație de 248 de locuitori (2011). 

## Demografie
Componența etnică a satului Dunaremete
     Maghiari (98,7%)
     Germani (1,3%)
Componența confesională a satului Dunaremete
     Romano-catolici (69,35%)
     Fără religie (5,65%)
     Reformați (2,42%)
     Atei (1,61%)
     Necunoscută (20,97%)
     Alte religii (1,61%)
Conform recensământului din 2011, satul Dunaremete avea 248 de locuitori. Din punct de vedere etnic, majoritatea locuitorilor (98,7%) erau maghiari, cu o minoritate de germani (1,3%).  Din punct de vedere confesional, majoritatea locuitorilor (69,35%) erau romano-catolici, existând și minorități de persoane fără religie (5,65%), reformați (2,42%) și atei (1,61%). Pentru 20,97% din locuitori nu este cunoscută apartenența confesională.